# Gaston Fromont
Gaston Jacques Jean Fromont, né le 1er juillet 1881 à Willebroek et y décédé le 11 août 1965 fut un homme politique belge socialiste.
Fromont fut journalier, employé, métallurgiste et secrétaire de mutuelle.
Il fut élu conseiller communal (1921-52), échevin (1921-28) et bourgmestre (1928-52) de Willebroek; sénateur provincial de la province d'Anvers (1932), en suppléance de Alfred Cools, ensuite député de 1932 à 1949.
Il fut créé officier de l'ordre de Léopold.

## Généalogie
- Il fut fils de Jean et de Marie Weymiens.
- Il épousa en 1904 Joanna De Smedt (+ 1952).

## Sources
- Bio sur ODIS